# 武竹
武竹（學名：Asparagus aethiopicus or ）又名天冬草、悦景山草、垂葉武竹，亦有植物學家把它分類為非洲天門冬的亞種（Asparagus densiflorus sprengeri）。多年生草本植物。
多年生常綠草本植物，它的塊根和莖叢生，屬於蔓性植物。有刺狀的基部，葉退化成鱗片狀。總狀花序，有香氣的小花1～3朵簇生，呈淡紅色至白色。果實為鮮紅色球形漿果。
武竹的葉形狀奇特，紅色果實鮮艷誘人，小巧玲瓏，頗具觀賞性，可作盆栽觀賞，也常作為插花葉材。
武竹還是特種蔬菜。現代研究分析其含天冬素、甾體皂苷、糖醛衍生物等成分。可以天冬草為原料，製作多種滋養美食，常食對人體十分有益。